# 간디주의
간디주의(Ghandi主義, Gandhism)은 비폭력 저항주의의 대표적인 정치철학 가운데 하나이다. 비폭력, 불복종, 비협력을 의미하는데, 마하트마 간디(1869년 ~ 1948년, 인도 독립 운동의 지도자)의 사상·행동에서 유래한다. 그 근본사상은 정절을 지키면서 적을 사랑하고 폭력을 부정함으로써 개인의 자유와 인도의 독립을 가져올 수 있다는 것이다.

## 같이 보기
- 재키 로빈슨
- 마틴 루터 킹 주니어
- 마르크스주의
- 넬슨 만델라
- 비폭력 저항
- 사티아그라하
- 톨스토이 운동

## 참고 문헌
- 이 문서에는 다음커뮤니케이션(현 카카오)에서 GFDL 또는 CC-SA 라이선스로 배포한 글로벌 세계대백과사전의 내용을 기초로 작성된 글이 포함되어 있습니다.